# Rolf Falk-Larssen
Rolf Falk-Larssen (ur. 21 lutego 1960 w Trondheim) – norweski łyżwiarz szybki, dwukrotny medalista mistrzostw świata.

## Kariera
Największy sukces w karierze Rolf Falk-Larssen osiągnął w 1983 roku kiedy zwyciężył na wielobojowych mistrzostwach świata w Oslo. W zawodach tych wyprzedził bezpośrednio Szweda Tomasa Gustafsona oraz Aleksandra Baranowa z ZSRR. Na rozgrywanych rok wcześniej mistrzostwach świata w Assen był trzeci, ulegając tylko Holendrowi Hilbertowi van der Duimowi i Dmitrijowi Boczkariewowi z ZSRR. W tym samym roku był też drugi za Gustafsonem podczas mistrzostw Europy w Oslo. Srebro zdobył również na mistrzostwach Europy w Larviku w 1984 roku, gdzie przegrał tylko z van der Duimem. Miesiąc później brał udział w igrzyskach olimpijskich w Sarajewie, zajmując między innymi piętnaste miejsce w biegu na 5000 m. Na tych samych igrzyskach zajął ponadto 17. miejsce w biegu na 1500 m i 23. miejsce w biegu na 500 m. Na rozgrywanych cztery lata później igrzyskach w Calgary jego najlepszym wynikiem było dwunaste miejsce na dystansie 5000 m. Dziewięciokrotnie stawał na podium zawodów Pucharu Świata, odnosząc przy tym jedno zwycięstwo: 4 marca 1987 roku w Östersund był najlepszy na 1500 m. Najlepsze wyniki osiągnął w sezonie 1987/1988, kiedy zajął trzecie miejsce w klasyfikacji końcowej 1500 m. Lepsi okazali się André Hoffmann z NRD i Austriak Michael Hadschieff. W 1993 roku zakończył karierę.
W 1983 roku otrzymał Nagrodę Oscara Mathisena.